# Список улиц Старого Оскола
В этом списке перечислены улицы Старого Оскола.

## История развития уличной сети
Современная уличная сеть Старого Оскола начала формироваться после утверждения генерального плана подготовленного в ходе градостроительной реформы Екатерины II. В 1784 был сделан чертёж существовавшей застройки и разработан проект генерального плана утверждённый императрицей. В соответствии с утверждённым генпланом предполагалось разбить город на 30 правильных прямоугольных кварталов с 19 улицами и 2 площадями. Перестройка города в соответствии с новым генеральным планом продолжалась более десяти лет и сопровождались спорами и сопротивлением жителей города, в том числе арендаторами торговых лавок.
Центральные улицы получили названия по ближайшим соседним городам, дороги к которым начинались на этих улицах: Курская (центральная, начиналась от бывших крепостных ворот Оскольской крепости), Воронежская и Белгородская. Названия этих улиц сохранялось вплоть до 1918 года, когда они были переименованы в Интернациональную (позже, в 1960 году, переименована в «Ленина»), Пролетарску и Комсомольскую соответственно. Часть улиц получили названия по имени расположенных на них храмах: Космодемьянская, Михайловская, Успенская, Никольская (с 1918 года Коммунистическая, Революционная, Октябрьская, Володарского соответственно). Исследователи связывают переименование улиц, которое затронуло все центральные улицы города, с «проявлением стремления советской власти к символическому присвоению пространства города» и идеологической конкуренцией советской власти «прежде всего с церковью». Площади назывались Верхняя и Нижняя (от неё начиналась Курская улица)

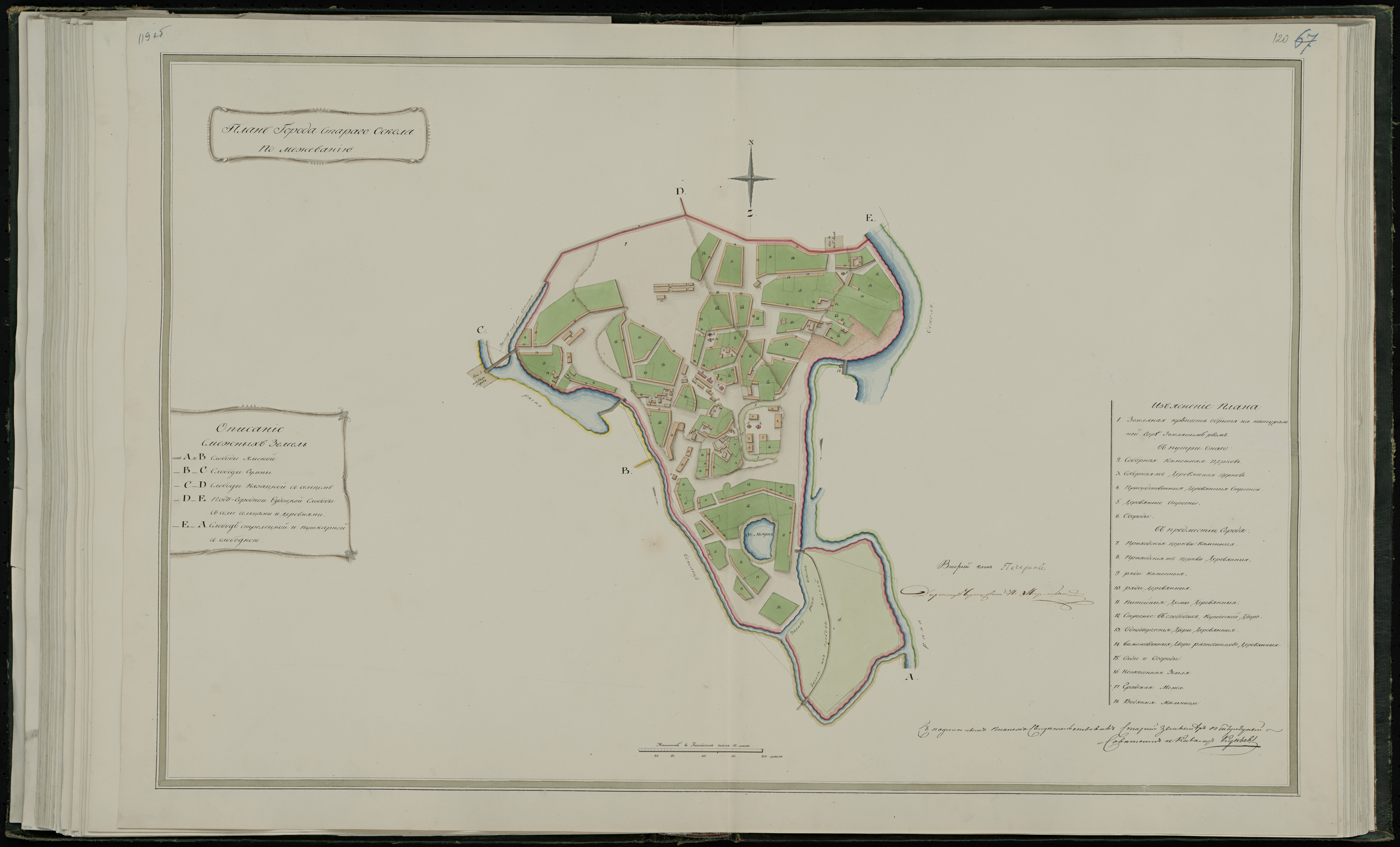
План города до межевания
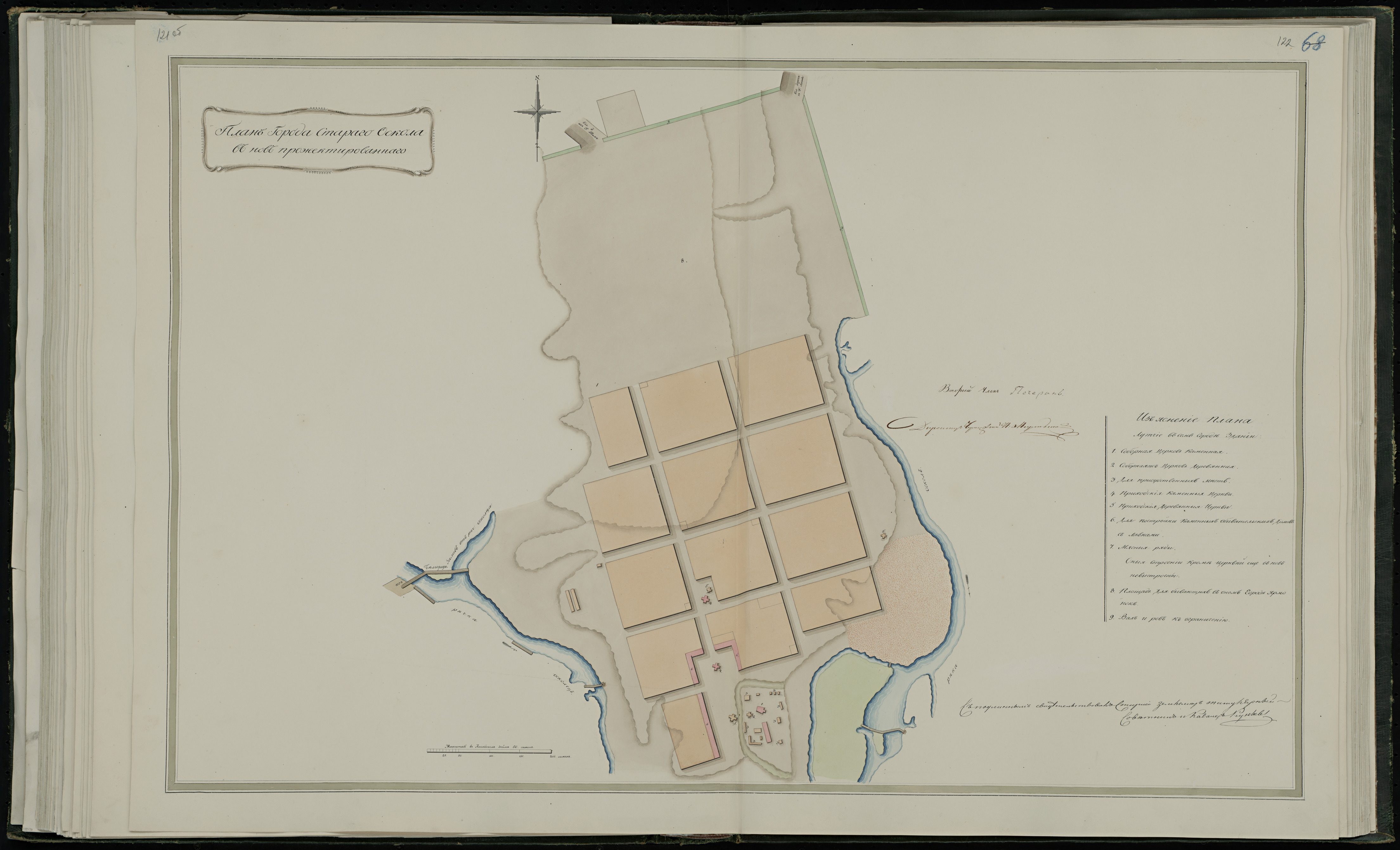
Генеральный план города 1984 года

Следующие серьезные изменения в структуру городской застройки внесло строительство железнодорожной станции на линии Елец — Валуйки, открытой в 1897 году. Рядом со станцией, расположенной восточнее города, на восточной окраине слобод Ламской и Пушкарской, возник новый Железнодорожный район. 
Значительное влияние на развитие городской уличной сети оказала разработка Лебединского и Стойленского месторождений КМА. В 60-е годы в состав города были включены пригородные слободы, до это входившие в Старооскольский район в качестве отдельных сельсоветов: Гумны, Ездоцкая, Казацкая, Ламская, Стрелецкая и Ямская. В 1962 году началось строительство первого дома в микрорайоне Горняк, предназначенного для работников Стойленского ГОКа. Вместе с микрорайонами Весенний, Звёздный, Юность он образовал Юго-Западный район («Микрорайон», «Микро») города. В 1976 году для обеспечения строителей и работников ОЭМК было принято постановление «О мероприятиях по обеспечению комплексной застройки г. Старый Оскол», началось строительство первого дома Северо-Восточного района в микрорайоне Жукова. Новый генеральный план, работа над которым началась в 1971 году, был разработан Гипрогором под руководством архитектора Бутовой Клавдии Викторовны и утверждён в 1980 году. Он предусматривал строительство «Нового города» (Северо-Восточный район) с 16 микрорайонами.
В XXI веке сменился вектор градостроительного развития, в соответствии с инициативой губернатора Белгородской области Евгения Савченко был сделан упор на строительство частных домов. Возникли новые районы ИЖС «Ветеранов», «Казацкий», «Рождественский», «Степной».

## Урбанонимы
Ряд названий городских улиц связаны с «советской символикой» или носят имена знаменитых деятелей СССР, либо ВКП(б), к такому типу относятся названия большинства улиц исторического центра.
Другой крупный пласт названий связан с событиями Второй мировой войны. Улица 17-ти Героев названа в в память о семнадцати солдатах 409-го отдельного дивизиона 107-й стрелковой дивизии задержавших продвижения колонны противника у железнодорожного разъезда Набокино. Улица Бондаренко, Литвинова, Плотникова, Павла Рябушкина, Василия Кукушкина носят имена бойцов отряда.
Многие улицы носят имена политических и государственных деятелей, деятелей искусства или представителей бизнеса связанных с городом, к таким названиям можно отнести: проспекты Алексея Угарова, Николая Шевченко и Валентина Цыцугина, улицы Альберта Моржаретто, Архитектора Бутовой, Лиры Абдуллиной и другие.
В городской топонимике отразилось участие болгарских рабочих в его строительстве. Так появились названия микрорайона Интернациональный, бульвара Дружбы и улицы Димитрова.

## Улицы
| 0—9 А Б В Г Д Е Ё Ж З И К Л М Н О П Р С Т У Ф Х Ц Ч Ш Щ Э Ю Я |

### 0—9
- ул. 17-ти Героев

### А
- ул. Абельдяева (носит имя почётного гражданина города начальника эвакогоспиталя №1926 Абельдяева Василия Семёновича[12])
- пр-т Алексея Угарова (бывший Металлургов, назван в честь Угарова Алексея Алексеевича)
- ул. Альберта Моржаретто (д. т. н., главный конструктор Старооскольского механического завода)[13]
- ул. Архитектора Бутовой (носит имя Бутовой Клавдии Викторовны[6][14])

### Б
- ул. Белинского
- ул. Богдана Хмельницкого
- ул. Бондаренко

### В
- ул. Василия Кукушкина
- ул. Ватутина[15]
- ул. Володарского

### Г
- ул. Гагарина
- ул. Гая (бывшая Мелентьевская, названа в честь командира 42-й стрелковой дивизии Гая Дмитриевича Гая[16])
- пр-т Губкина

### Д
- ул. Демократическая (бывшая Мясницкая[17])
- пер. Дзержинского
- ул. Димитрова
- бул. Дружбы

### Е
- ул. Ерошенко (названа именем писателя Василия Ерошенко[10])

### З
- ул. Зои Космодемьянской

### И
- ул. Ивана Пульмана
- ул. Ивана Русиновича

### К
- ул. Коммунистическая
- пр-т Комсомольский
- ул. Комсомольская
- ул. Красномилицейская (бывшая Рыльска[18])

### Л
- ул. Ленина
- ул. Лиры Абдуллиной (носит имя поэтессы Лиры Абдуллиной[19])
- ул. Литвинова

### М
- ул. Михаила Алисова

### Н
- ул. Наседкина (носит имя писателя Наседкина Ф. И.[20])
- пр-т Николая Шевченко

### О
- ул. Октябрьская

### П
- ул. Павла Рябушкина
- ул. Плотникова
- ул. Пролетарская
- пр-т Промагро
- ул. Прядченко
- ул. Пушкина

### Р
- ул. Революционная

### Т
- ул. Токарева (названа именем Моисея Степановича Токарева)

### Х
- ул. Хмелёва

### Ц
- пр-т Валентина Цыцугина (назван в честь Цыцугина Валентина Николаевича[21])

### Ш
- ул. Шухова

### Щ
- ул. Щепкина

## Микрорайоны
Заметной особенностью Старого Оскола является деление части города на микрорайоны. При это нумерация домов осуществляется в пределах микрорайонов.

### Список микрорайонов Северо-Восточного района («Новый город»)
- Буденого
- Восточный
- Дубрава
- Жукова
- Конева
- Королёва
- Космос[22]
- Макаренко
- Олимпийский
- Ольминского
- Северный
- Солнечный
- Степной
- Юбилейный

### Список микрорайонов Юго-Западного района («Микро»)
- Весенний
- Горняк
- Звёздный
- Интернациональный
- Лебединец
- Молодогвардеец
- Парковый
- Приборостроитель
- Рудничный
- Студенческий
- Южный
- Юность

### Центральный район
- Заречье
- квартал Старая Мельница
- У́глы

## Исторические местности

### Слободы
- Ездоцкая
- Гумны
- Казацкая
- Ламская
- Пушкарская
- Рыльская
- Стрелецкая
- Ямская